# ساموآی آمریکا
ساموآی آمریکا (به زبان ساموایی: Amerika Sāmoa یا Sāmoa Amelika) مجمع الجزایری در غرب اقیانوس آرام است. ساموآی آمریکا یکی از مناطق خودگردان ایالات متحده آمریکا به‌شمار می‌آید.

## تاریخچه
اواخر سده نوزدهم، مجمع الجزایر ساموآ به دو قسمت تقسیم شد و بخش شرقی آن در اختیار ایالات متحده آمریکا قرار گرفت.

## جغرافیا
پنج جزیره و دو جزیره مرجانی حلقوی واقع در جنوب غربی اقیانوس آرام، بین جزایر هاوایی و نیوزلند که ساموآی آمریکایی را تشکیل می‌دهند.
ساموآی آمریکا، از پنج جزیره (توتویلا، آنوئو، اوفو، اولوسگا و تائو (Tutuila, Anu’u, Ofu, Olosega and Ta’ū)) و دو جزیره مرجانی حلقوی (جزایر رز و سواینز (Rose and Swains Islands)) تشکیل شده‌است؛ مرکز آن نیز پاگو پاگو (Pago Pago) است که نزدیک به ۵۸۰۰۰ سکنه دارد.
پارک ملی آمریکن ساموا در اینجا قرار دارد.

## فهرست جزیره‌ها
| ردیف | نام جزیره      | مساحت  | جمعیت         |
| ---- | -------------- | ------ | ------------- |
| ۱    | آئونو          | ۱٫۵۱۷  | ۴۷۶           |
| ۲    | اوفو           |        |               |
| ۳    | اولوسگا        | ۷٫۲۱۵  | ۲۸۹           |
| ۴    | آب‌سنگ حلقوی رز | ۰٫۲۱۴  | ۸۷۳           |
| ۵    | جزیره سواینس   | ۱٫۵۰۸  | ۳۷            |
| ۶    | جزیره تاو      |        | ۴۴٫۳۱         |
| ۷    | توتوئیلا       | ۱۴۱٬۸۱ | ۵۵٬۸۷۶ (۲۰۰۰) |

## جاذبه‌های توریستی
- پناهگاه دریایی ملی خلیج فاگاتل (Fagatele Bay National Marine Sanctuary)
- کوه لاتا (Lata)

## ورزش

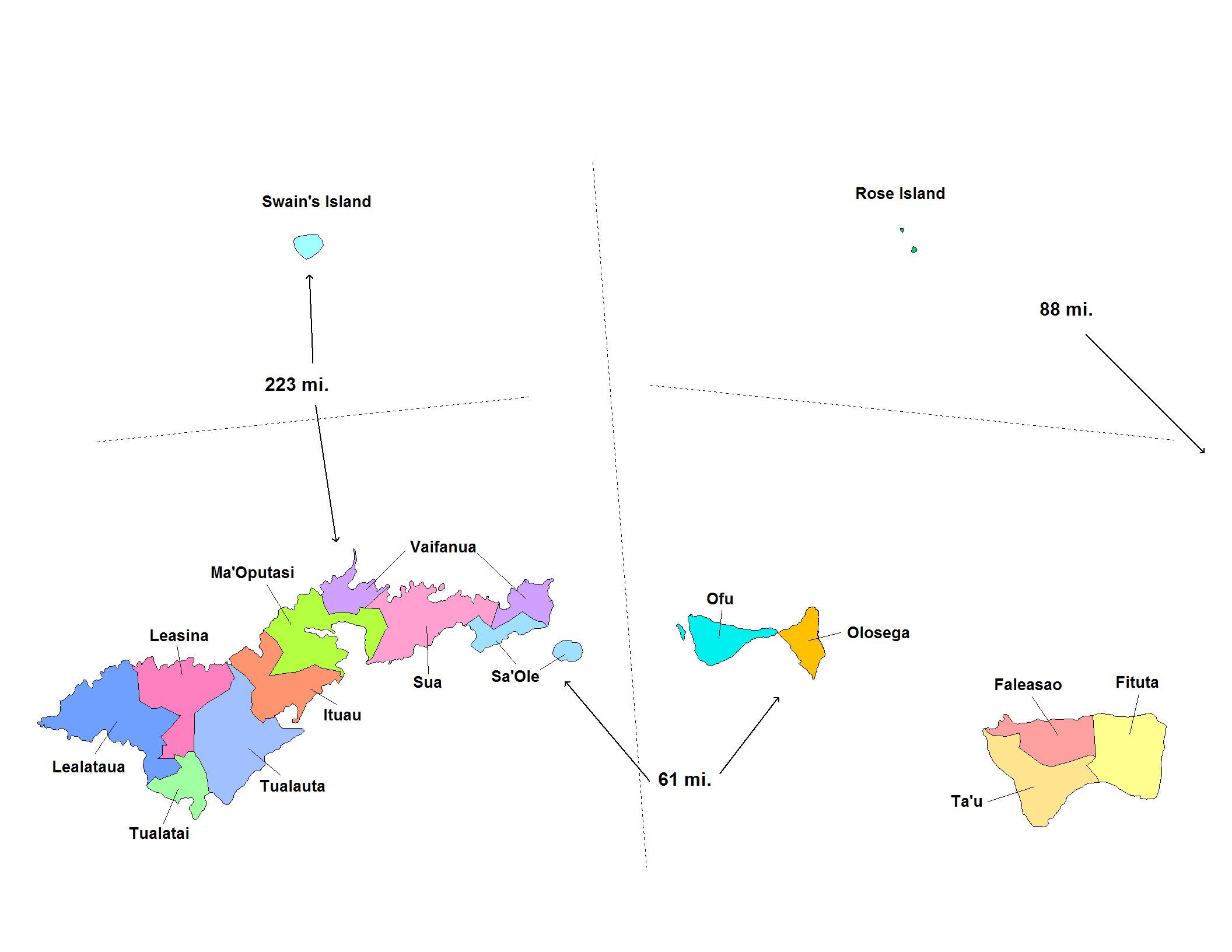

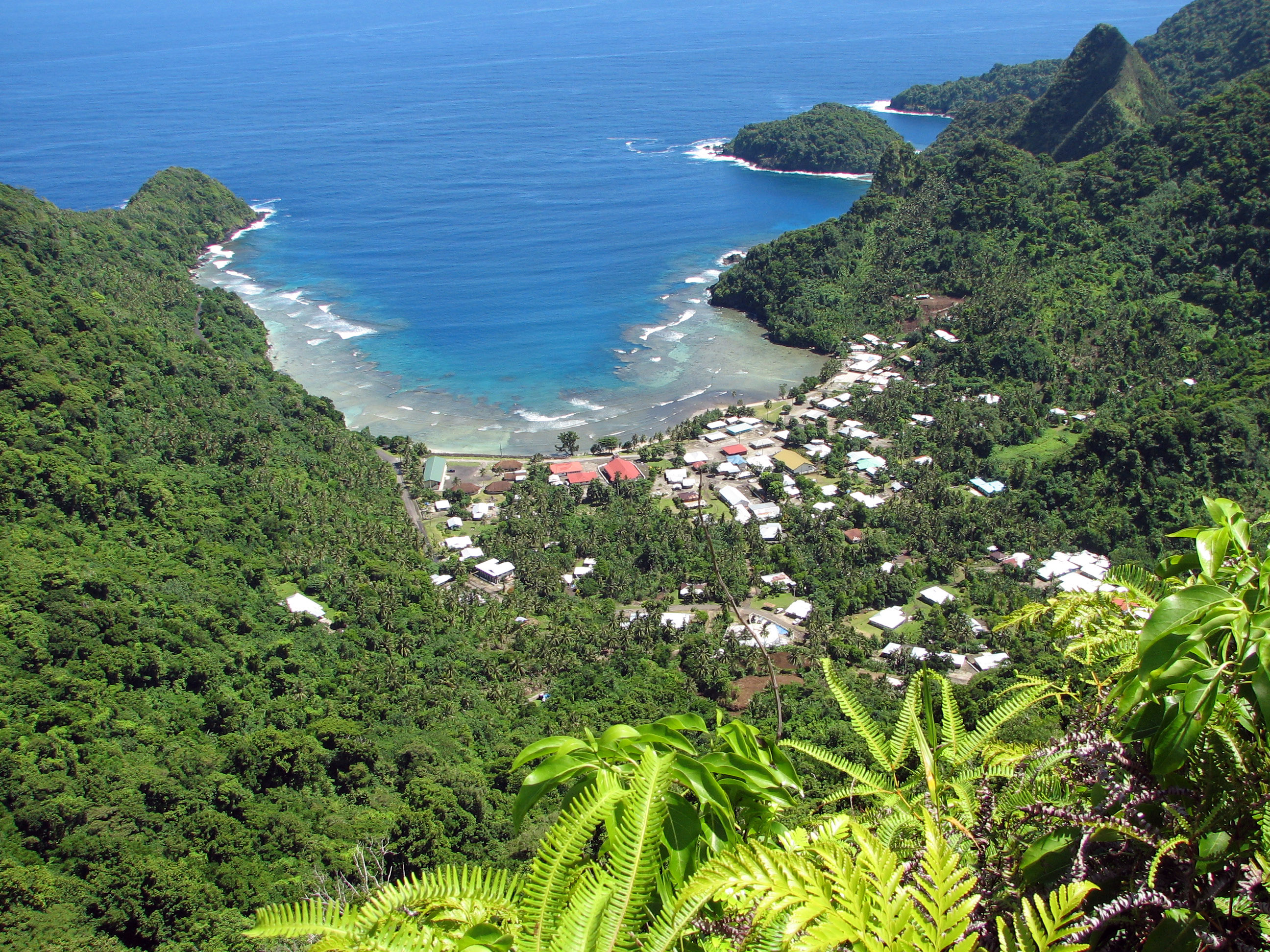

- تیم ملی فوتبال ساموآی آمریکا